# Protaphorura unari
Protaphorura unari is een springstaartensoort uit de familie van de Onychiuridae. De wetenschappelijke naam van de soort is voor het eerst geldig gepubliceerd in 1995 door Rusek.